# 許亞萍
许亚萍（1982年1月20日—）生于浙江省安吉县，是一名中国女子皮划艇运动员，主攻皮艇竞速项目，毕业于北京体育大学。她于2001年加入中国国家队（一说2002年），2002年在皮划艇世界杯小松市站的比赛中获得多枚奖牌。2008年，她入选北京奥运中国代表团，参加女子四人皮艇500米的比赛，结果获得第9名。2010年，许亚萍正式退役。退役后，她先完成了北京体育大学的研究生学业，后赴美国威斯康星大学进修，回国后在浙江大学任教。2011年曾参与江苏卫视《非诚勿扰》节目。2018年，她参与浙江卫视《奔跑吧》节目，在该节目中担任龙舟教练。